# ウラジーミル・レシン
ウラジーミル・イオシフォヴィチ・レシン（ロシア語: Влади́мир Ио́сифович Ре́син, ラテン文字転写: Vladimir Iosifovich Resin, 1936年2月21日 - ）は、ソビエト連邦及び、ロシアの政治家。
白ロシア共和国、ミンスク出身。モスクワ鉱業大学を卒業する。
2001年よりモスクワ市第一副市長。2010年9月28日にメドヴェージェフ大統領によるユーリ・ルシコフ市長の解任に伴い、後任にセルゲイ・ソビャーニンが就任するまで臨時代理を務めた。